# Sief
Sief is een buurtschap in de Duitse gemeente Aachen, behorende sinds 1972 tot het stadsdeel Kornelimünster/Walheim en gelegen nabij Schmithof.
Van 1477-1784 bestond in Sief het Kloster Brandenburg, van de Orde van het Heilig Kruis. Enkele bouwwerken zijn daar nog van overgebleven.
Sief behoorde aanvankelijk tot de gemeente Raeren, die in 1920 toegewezen werd aan België, maar Sief kwam in 1921 weer aan Duitsland, om waterloopkundige redenen. In 1922 kwam Sief aan de gemeente Aken.
In Sief vindt men enkele industriële monumenten, zoals de Eisenhütte Marienthal (primitief hoogovenbedrijf). Ook zijn er kalkovens.
Door Sief stroomt de Iterbach, die in België ontspringt en in Kornelimünster in de Inde vloeit.